# 박미영 (가수)
박미영은 대한민국의 가수이다.

## 학력
- 김천대학교 음악학과 학사

## 수상
- 2013년 제11회 대한민국환경문화대상 가수부문

## 음반
- 2013년 천년쯤 / 추억의 부르스
- 2008년 십리도 못갈걸
- 2006년 오로지 / 언니